# Mir Alí Xer Kani
Mir Alí Xer Kani (Thatta, 1727-1788) fou un historiador musulmà del Sind. El rei kalhora del Sind Ghulam Xah Abbasi (1757-1772) li va encarregar (1761) una història en persa de la dinastia, que es va dir Tarikh-i Abbasiyya, que no va acabar. Va escriure (1766) Tuhfat a-Kiram, una història general en tres volums, que va acabar el 1767. També va escriure poesia i altres obres.